# Philipsturm

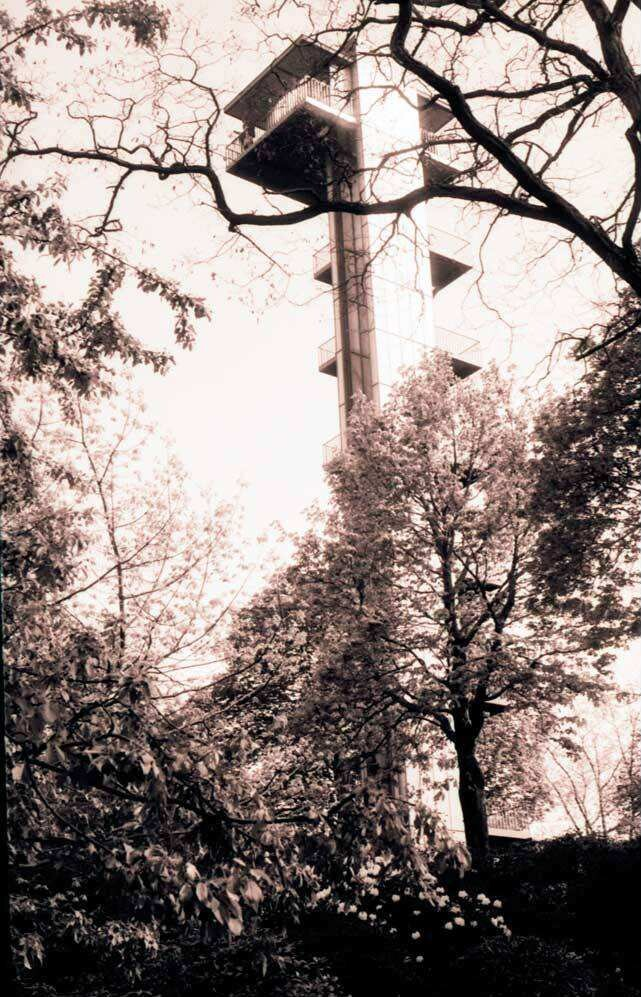
Aufnahme des Turms von Willy Pragher (1963)

Der Philipsturm war ein 36 m hoher Aussichtsturm im Hamburger Park Planten un Blomen. Er war 1953 für die Internationale Gartenschau errichtet worden. Der gläserne Turm leuchtete mit Leuchtstofflampen differenzierter Lichtfarben: Weiß und Warmton. Sponsor des Turms war die Deutsche Philips GmbH, Architekt Bernhard Hermkes.
1949 wurden die ersten Leuchtstofflampen in Hamburg benutzt. Die 1950 bis 1953 gebauten Pontons an den St. Pauli-Landungsbrücken erhielten als erste öffentliche Anlage ein durchgehendes Band aus Leuchtstofflampen.
Bis zur Eröffnung der Aussichtsplattform des nahen Heinrich-Hertz-Turmes 1968 blieb der Philipsturm eine Hamburger Attraktion. 1971 wurde er abgerissen.
An der Stelle des Philipsturms befand sich bis 1935 die Eulenburg, eine künstliche Ruine mit Aussichtsplattform mit Blick über den Zoologischen Garten.